# Яневський Андрій Сергійович
Андрій Сергійович Яневський (нар. 11 грудня 1986, Звенигородка, Черкаська область) — український дипломат. Надзвичайний та Повноважний Посол України в Королівстві Данія (з 2023).

## Життєпис
Народився 11 грудня 1986 року в місті Звенигородка на Черкащині. Працював консулом Посольства України в Королівстві Марокко.
У 2019 році був Тимчасовим повіреним у справах України в США. Під час перебування на посаді підписав разом з послом Маршаллових островів у США Джеральдом Закіосом — Угоду про спрощення візового режиму між Україною та Маршалловими островами..
У 2019—2023 рр. — генеральний директор Директорату розвитку дипломатичної служби Міністерства закордонних справ України, згодом директор Департаменту забезпечення роботи керівництва Міністерства закордонних справ України.
З 27 жовтня 2023 року — Надзвичайний та Повноважний Посол України в Королівстві Данія.

## Дипломатичний ранг
- Надзвичайний і Повноважний Посланник другого класу (2021)[7]
- Надзвичайний і Повноважний Посланник першого класу (2024)[8]